# 大鹿村
大鹿村（日语：／ Ōshika mura */?）是位於日本長野縣東南部的村，隸屬於下伊那郡。當地在江戶時期為德川氏的天領，至大正時期開始盛行林業，近年來則透過利用當地生產的木材製造木工品等措施振興林業。大鹿村為日本最美麗的村莊聯盟的成員之一，也是聯盟最初成立時的7個成員之一。而因轄區內有多條斷層通過，因此擁有豐富的溫泉資源。

## 地理
大鹿村境內約96%的面積被森林覆蓋。東部與南部隔著南阿爾卑斯國立公園的赤石山脈與靜岡縣接壤。中央構造線沿著鹿鹽川與青木川縱貫轄區，其西側則坐落著伊那山地。當地的聚落與農地多分布在海拔670公尺至1,170公尺，且地勢相當陡峭的斜坡上。小澀川、青木川、鹿鹽川等河流經村內，在大河原與落合地區匯流後往西流，並在流經小澀湖後往西注入天龍川。而轄區因地處中央構造線等斷層附近，因此擁有豐富的溫泉資源，如鹿鹽溫泉與小澀溫泉。

### 氣候
由於大鹿村內的海拔落差大，因此各地區的溫差較大。當地的年降雨量約為1500毫米，並集中在9月底至10月底；降雪期則集中在1月下旬至2月下旬，但降雪量較少。而受到海拔影響，部分地區甚至會在5月上旬降霜。

## 歷史
大鹿地區在中世紀為諏訪上社與下社的領地。南北朝時代，後醍醐天皇的第8皇子宗良親王於興國5年（1343年）應信濃國的香坂高宗之恭迎進入大河原城，並在該城居住長達30年。而村內的大河原地區流傳著北條高時之子北條時行曾以此地作為潛伏地的傳說，轄區內的深山裡也坐落著據說為北條時行的墓。宗良親王去世後，大河原城變成香坂家的居城。戰國時代，當地由武田信玄統領，至江戶時代則成為德川氏的天領。
明治8年（1875年）1月，境內的大河原村與鹿鹽村合併成大鹿村，並隸屬於摩縣。明治15年（1882年）9月，大鹿村分村成大河原村與鹿鹽村，並於明治22年（1889年）4月日本實施町村制時再度合併，形成現今的大鹿村。而當地居民在經過投票後選擇在平成大合併時維持獨立。

## 行政
現任村長熊谷英俊於2025年1月在選舉中成功連任，其任期將持續至2029年1月。

## 經濟
根據日本2015年的國勢調查統計，大鹿村的就業人口中有32.5%從事第一級產業，18.2%的就業人口從事第二級產業，其餘的49.4%則從事第三級產業。當地的農業以生產稻米、蔬菜、藍莓、草莓等農產品為主，但近年來面臨勞動力減少與勞動人口高齡化等問題。林業方面，大鹿村自大正時期便開始盛行林業，全盛時期當地的居民數為5,529人。但日本國內生產的木材在日本戰後經濟奇蹟時期被更便宜的進口木材取代，使當地的林業也逐漸衰退。近年來大鹿村透過提高林業工作效率、利用當地生產的木材製造木工品等方式振興村內的林業。

## 教育
大鹿村內共有1所小學校與1所中學校。根據統計，2020年當地共有47名小學生與14名中學生。

## 交通
國道152號以南北向穿越大鹿村的西部地區，為當地重要的交通動脈。村內沒有任何鐵路通過，距離當地最近的車站為JR東日本飯田線的伊那大島站。